# Агротехникум (посёлок)
Агротехникум (укр. Агротехнікум) — упразднённый посёлок в Новочерторийском сельском совете Любарского района Житомирского и Бердичевского округов Украинской ССР.

## Население
По итогам переписи населения СССР, на 17 декабря 1926 года численность населения составляла 66 человек, среди них 38 мужчин и 28 женщин, за национальностью: украинцы — 43, русские — 12, евреи — 5, поляки — 1, другие — 5. Количество хозяйств — 34, все — некрестьянского типа.

## История
Основан в 1920 году. До июня 1925 года пребывал в составе Любарского района Житомирского округа Волынской губернии. По состоянию на 17 декабря 1926 года числился в составе Новочерторийского сельсовета Любарского района Бердичевского округа. Расстояние до районного центра городка Любар — 13 верст, до окружного центра г. Бердичев — 72 версты, до ближайшей железнодорожной станции Печановка — 12 верст.
По состоянию на 1 октября 1941 года не состоял на учете как самостоятельное поселение.